# شو
شو ایزدی است از ایزدان ۹ گانه مصر باستان (هلیوپولیتان‌ها) که با تفنوت -خواهر همزاد خویش - نخستین زوج گروه خدایان نه گانه به شمار می‌رفت و آفریده راع بود، بی آنکه با زنی بیامی‌زد. نامش برگرفته از فعلی است به معنی «فراز آوردن» و می‌توان آن را به «کسی که فراز می‌آورد» ترجمه کرد. او هم چون اطلس در اساطیر یونان، نگاه دار آسمان است. دربارهٔ اش گفته‌اند که به فرمان راع بین دو کودک ایزد -یعنی بین گب و نات - که پیش از آن کاملاً یکی بودنداند، رها شده‌است. شو زمین و آسمان را با خشونت از هم جدا کرد، نات را بلند کرد و به فضا برد و با دست‌هایش او را در بالا نگه داشت.
| H6 | G43 | A40 |

| H6 | G43 | A40 |

## آفرینش
شو از دهان رع به وسیله هوا آفریده شده‌است.

## ایزد هوا و جانشین راع

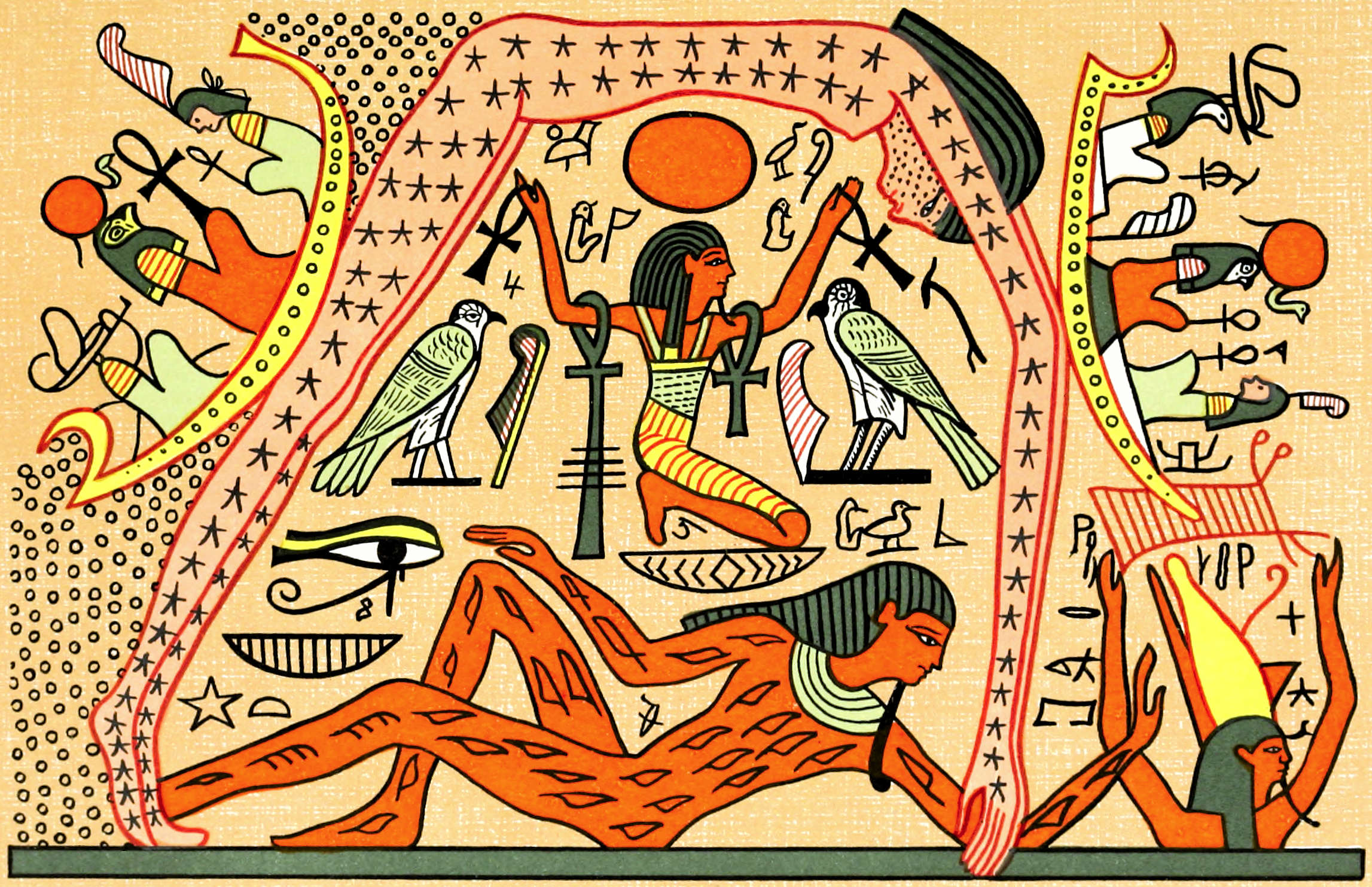
در مصر باستان، شو ایزد هوا، نوت ایزد آسمان را نگاه می‌دارد تا از گب ایزد زمین جدا شود.

شو همچنین ایزد هوا و ایزد گونه بود. اما همانند دیگر ایزدان بزرگ طبیعت، دارای آیین ویژه‌ای نیست. او همیشه به شکل انسان جلوه یافته‌است. انسانی که بر سرش معمولاً نشانه‌ای مشخص، یعنی پر شترمرغ که معنی نگار نام اوست، به چشم می‌خورد. شو جانشین راع و شهریار زمین شد، اما همانند پدر، دگرگونی‌های قدرت را تجربه کرد. زیرا کودکان آپپ بر ضد او توطئه چیدند و در کاخ آت نوب با وی نبرد کردند. او آنان را نابود کرد، اما بیماری بر او چیره گشت، به طوری که حتی پیروان وفادارش نیز قیام کردند. سرانجام، شو خسته از فرمان روایی، به سود فرزندش گب کناره گرفت و پس از طوفانی موحش که ۹ روز دوام داشت، به آسمان‌ها پناه برد..

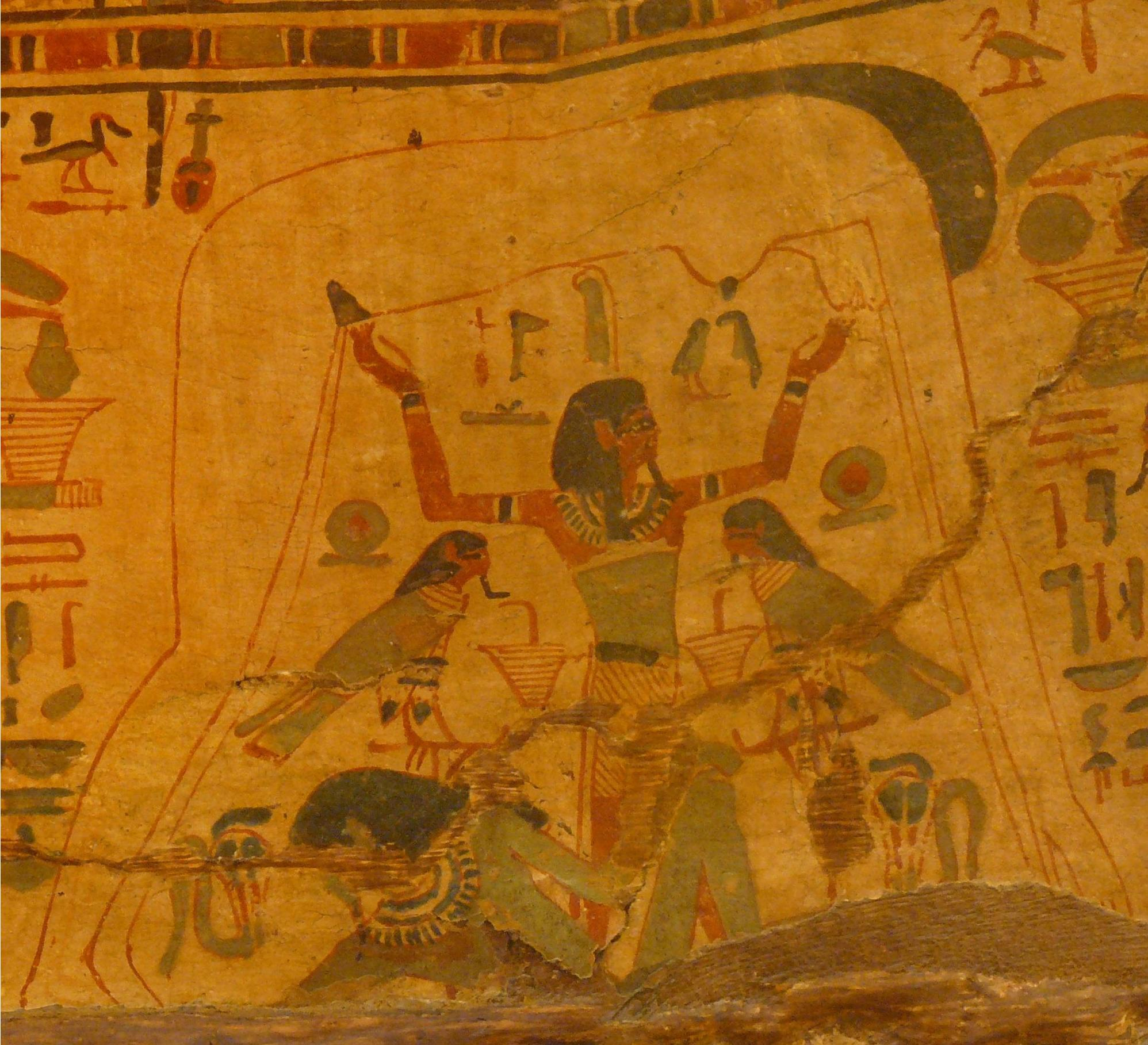
شو خدای سپهر در حال آفرینش جهان و دور کردن نوت از جب

## نماد شناسی
مرد ریش دار که فراز جب دید که زانو زده یا ایستاده  بین تفنوت و جب می‌باشد .بر سر شو پر دیده می‌شود که در زبان هیروگریف این نیز شاهد هستیم.